# Погремок узколистный
Погремо́к узколи́стный (лат. Rhinanthus major var. major) — травянистое растение, подвид вида Погремок большой (Rhinanthus major) рода Погремок (Rhinanthus) семейства Заразиховые (Orobanchaceae) (ранее этот род включали в семейство Норичниковые). Название приведено по устаревшему синониму лат. Rhinanthus angustifolius, так как перевод современного именования Погремок большой разновидность большой в русскоязычных авторитетных источниках не найдено. Также таксон встречается под другим устаревшим названием как Погремок по́здний (Rhinanthus serótinus).

## Ботаническое описание
Однолетнее полупаразитическое растение до 50—60 см высотой с обыкновенно простым стеблем, голым или же с некоторым опушением, зелёного цвета, нередко с многочисленными продольными чёрными прожилками. У горных форм часто встречаются ветвистые стебли с восходящими супротивными ветвями. Междоузлия укороченные.
Листья многочисленные, простые, супротивные, сидячие, 1—3,5 см длиной и 0,2—1,5 см шириной, от линейно-ланцетных до яйцевидно-ланцетных в очертании, с городчато-зубчатым краем. Пластинка голая или короткоопушённая.
Цветки собраны в верхушечные колосовидные кисти, с прицветниками, превышающими по длине чашечку, зубчато-городчатыми, треугольно-яйцевидными; зубцы по краю прицветников постепенно укорачиваются от основания их (ближайшие к основанию около 5 мм длиной) к концу. Чашечка голая, по краю иногда волосистая. Венчик бледно-жёлтый, 16—20 мм длиной, с длинной слабо изогнутой трубкой 2—3 мм шириной, зев которой закрыт, и с двугубым отгибом. Верхняя губа с фиолетовыми зубцами 1,5—2,5 мм длиной, направлены книзу. Тычинки в числе четырёх, скрыты под верхней губой, две из них короче двух других.
Плод — коробочка 6—12 мм длиной, с семенами 3—5 мм длиной.

## Распространение и экология
Широко распространённое по всей Европе растение, отсутствующее в Средиземноморье и на юго-западе.

## Классификация

### Таксономия
- Rhinanthus major var. major L., 1756, Amoen. Acad. 3: 53

Систематика рода весьма запутана в связи с существованием сезонного диморфизма и экологической изменчивости. Некоторые формы нередко выделяются в самостоятельные виды: Rhinanthus aestivalis (N.W.Zinger), Schischk. & Serg., 1939, Rhinanthus apterus (Fr.) Ostenf., 1922, Rhinanthus halophilus U.Schneid., 1962, Rhinanthus vernalis (N.W.Zinger) Schischk. & Serg., 1939 и других.
Подвид Погремок узколистный включается в вид Погремок большой (Rhinanthus major) рода Погремок (Rhinanthus) семейства Заразиховые (Orobanchaceae) порядка Ясноткоцветные (Lamiales), последовательно входящего в более крупные клады Ламииды → Астериды → Суперастериды → Эвдикоты → Цветковые растения. Таксономическая схема в соответствии с Системой APG IV по состоянию на июнь 2024 года:
|  |                          |  |                                   |                                   |                       |  | еще 23 семейства | еще 23 семейства |                      |  |  |  | еще 47 подтвержденных видов и 11 видов, ожидающих подтверждения | еще 47 подтвержденных видов и 11 видов, ожидающих подтверждения |  |  |
|  |                          |  |                                   |                                   |                       |  | еще 23 семейства | еще 23 семейства |                      |  |  |  | еще 47 подтвержденных видов и 11 видов, ожидающих подтверждения | еще 47 подтвержденных видов и 11 видов, ожидающих подтверждения |  |  |
|  |                          |  |                                   | порядок Ясноткоцветные            |                       |  |                  |                  | род Погремок         |  |  |  |                                                                 | подвид Погремок узколистный                                     |  |  |
|  |                          |  |                                   | порядок Ясноткоцветные            |                       |  |                  |                  | род Погремок         |  |  |  |                                                                 | подвид Погремок узколистный                                     |  |  |
|  | клада Цветковые растения |  |                                   |                                   | семейство Заразиховые |  |                  |                  | вид Погремок большой |  |  |  |                                                                 |                                                                 |  |  |
|  | клада Цветковые растения |  |                                   |                                   |                       |  |                  |                  |                      |  |  |  |                                                                 |                                                                 |  |  |
|  |                          |  | ещё 63 порядка цветковых растений | ещё 63 порядка цветковых растений |                       |  |                  | еще 98 родов     | еще 98 родов         |  |  |  | еще один внутривидовой таксон                                   |                                                                 |  |  |
|  |                          |  |                                   | ещё 63 порядка цветковых растений |                       |  |                  |                  | еще 98 родов         |  |  |  |                                                                 |                                                                 |  |  |

### Синонимы
- Alectorolophus alectorolophus Sterneck
- Alectorolophus angustifolius D.Dietr.
- Alectorolophus arenarius Borbás ex Behrend. & Sterneck
- Alectorolophus aristatus Gremli
- Alectorolophus heribaudii (Chabert) Dörfl.
- Alectorolophus major var. alpestris Wimm. & Grab.
- Alectorolophus major var. angustifolius Wimm. & Grab.
- Alectorolophus montanus (Saut.) Fritsch
- Alectorolophus serotinus Schönh.
- Fistularia alectorolophus Wettst.
- Fistularia angustifolia (C.C.Gmel.) Wettst.
- Fistularia pubescens Wettst.
- Fistularia serotina (Schönh.) Wettst.
- Rhinanthus alpestris Steud.
- Rhinanthus alpinus subsp. montanus (Saut.) Nyman
- Rhinanthus angustifolius C.C.Gmel.
- Rhinanthus angustifolius var. arenarius (U.Schneid.) Hartl
- Rhinanthus angustifolius var. lykae (Soó) E.Mayer
- Rhinanthus crista-galli subsp. angustifolius (C.C.Gmel.) Bonnier & Layens
- Rhinanthus crista-galli var. hirsutus Hartm.
- Rhinanthus crista-galli var. nemorosus Fr.
- Rhinanthus crista-galli var. villosus (Pers.) Fr.
- Rhinanthus cristatus Stokes
- Rhinanthus glaber subsp. montanus (Saut.) O.Schwarz
- Rhinanthus glaber var. serotinus (Schönh.) Ronniger
- Rhinanthus grandiflorus subsp. angustifolius (C.C.Gmel.) Čelak.
- Rhinanthus heribaudii Chabert
- Rhinanthus inflatus Salisb.
- Rhinanthus major f. serotinus (Schönh.) Schönh.
- Rhinanthus major subsp. lykae Soó
- Rhinanthus major subsp. serotinus (Schönh.) P.Fourn.
- Rhinanthus major var. angustifolius W.D.J.Koch
- Rhinanthus major var. serotinus (Schönh.) Halácsy & Heinr.Braun
- Rhinanthus medius Arv.-Touv.
- Rhinanthus minor var. alpinus Gaudin
- Rhinanthus montanus Saut.
- Rhinanthus reichenbachii Benth.
- Rhinanthus serotinus (Schönh.) Oborný
- Rhinanthus serotinus subsp. angustifolius (C.C.Gmel.) Dostál
- Rhinanthus serotinus subsp. arenarius U.Schneid.
- Rhinanthus serotinus subsp. asturicus M.Laínz
- Rhinanthus serotinus subsp. lykae (Soó) Dostál
- Rhinanthus serotinus var. major Janch. ex Mizianty
- Rhinanthus szaboianus (Soó) Soó
- Rhinanthus villosus Pers.
- Rhinanthus vulgaris Gueldenst. ex Ledeb.